# Ridsport vid olympiska sommarspelen 2012
Ridsport vid olympiska sommarspelen 2012 avgjordes mellan den 28 juli och 9 augusti 2012 i London i Storbritannien.

## Kvalificering
Varje gren har sina egna kvalificeringsregler, men bygger i allmänhet på Internationella ridsportförbundets ranking. 

### Dressyr kvalificering
För lagtävlingen fanns det från början totalt 11 platser tillgängliga, varav en var reserverad för värdlandet Storbritannien. Varje lag bestod av tre ekipage. Tre lagplatser fördelades till de tre bäst placerade länderna vid Ryttar-VM 2010 Lexington, Kentucky, Nederländerna, Tyskland och USA. Tre platser fördelades vid europamästerskapen 2011 till Sverige, Spanien och Danmark. Två platser fördelades vid Panamerikanska spelen 2011 till Kanada och Colombia, Colombia kunde dock inte ställa upp med tre ryttare som klarade grundkraven så laget ströks. Från Asien, Oceanien och Afrika kvalificerades två lag, Australien och Nya Zeeland, Nya Zeeland valde dock att inte skicka något lag. Genom att kvalificera tre individuella ekipage från ett land så bildade även de ett lag, vilket Polen klarade av. Totalt blev tio kvalificerade.
För den individuella tävlingen fanns 50 platser att fördela enligt följande: 27 platser till ekipagen i de nio grundkvalificerade lagen. Dessutom kvalificerades de högst rankade ryttarna från var och en av sju geografiska regioner, varav sex stycken ställde upp. De 17 bästa ryttare baserade på FEI:s rankning som inte uppfyllde kraven på annat sätt kvalificerades också.

### Hoppning kvalificering

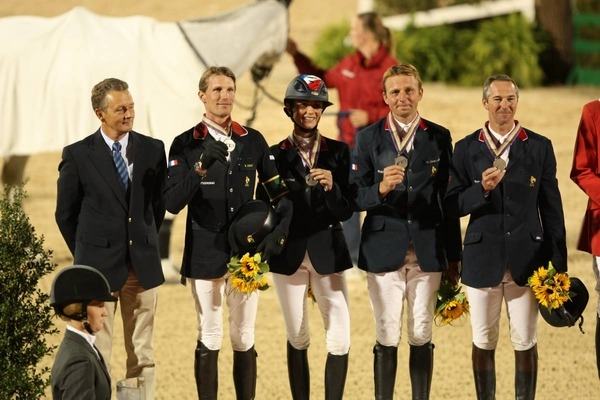
Det franska bronslaget vid Ryttar-VM 2010 som där säkrade en fransk lagplats i OS 2012.

För lagtävlingen fanns det från början totalt 15 platser tillgängliga, varav en var reserverad för värdlandet Storbritannien. Varje lag bestod av fyra ekipage. Fem lagplatser fördelades till de fem bäst placerade länderna vid Ryttar-VM 2010 Lexington, Kentucky, Tyskland, Frankrike, Belgien, Brasilien och Kanada. Tre platser fördelades vid europamästerskapen 2011 till Nederländerna, Sverige och Schweiz. Tre platser fördelades vid Panamerikanska spelen 2011 till USA, Mexiko och Chile. Från Asien, Oceanien och Afrika kvalificerades tre lag, Saudiarabien, Australien och 
Ukraina.
För den individuella tävlingen fanns 75 platser att fördela enligt följande: 60 platser till ekipagen i de 15 grundkvalificerade lagen. De 15 bästa ryttarna baserade på FEI:s rankning som inte uppfyllde kraven på annat sätt kvalificerades också.

### Fälttävlan kvalificering
För lagtävlingen fanns det från början totalt 11 platser tillgängliga, varav en var reserverad för värdlandet Storbritannien. Varje lag bestod av tre till fem ekipage. Fem lagplatser fördelades till de fem bäst placerade länderna vid Ryttar-VM 2010 Lexington, Kentucky, Kanada, Nya Zeeland, USA, Tyskland och Belgien. Två platser fördelades vid Europamästerskapen i fälttävlan 2011 till Frankrike och Sverige. Två platser fördelades vid Panamerikanska spelen 2011 till Brasilien och Argentina, Argentina strök senare sitt lag. Från Asien, Oceanien och Afrika kvalificerades ett lag, Japan. Genom att kvalificera minst tre individuella ekipage från ett land så bildade även de ett lag, vilket Australien, Nederländerna och Irland klarade av. Totalt blev 13 lag kvalificerade.
För den individuella tävlingen fanns 75 platser att fördela enligt följande: 50 platser till ekipagen i de tio grundkvalificerade lagen. Dessutom kvalificerades de högst rankade ryttarna från var och en av sju geografiska regioner. De 18 bästa ryttarna baserade på FEI:s rankning som inte uppfyllde kraven på annat sätt kvalificerades också.

## Medaljtabell
| Pl.    | Nation         | Guld | Silver | Brons | Totalt |
| ------ | -------------- | ---- | ------ | ----- | ------ |
| 1      | Storbritannien | 3    | 1      | 1     | 5      |
| 2      | Tyskland       | 2    | 1      | 1     | 4      |
| 3      | Schweiz        | 1    | 0      | 0     | 1      |
| 4      | Nederländerna  | 0    | 3      | 1     | 4      |
| 5      | Sverige        | 0    | 1      | 0     | 1      |
| 6      | Irland         | 0    | 0      | 1     | 1      |
| 6      | Saudiarabien   | 0    | 0      | 1     | 1      |
| 6      | Nya Zeeland    | 0    | 0      | 1     | 1      |
| Totalt | Totalt         | 6    | 6      | 6     | 18     |

## Medaljsammanfattning

### Dressyr
| Gren                            | Guld                                                               | Guld                                                               | Silver                                                           | Silver                                                           | Brons                                                           | Brons                                                           |
| ------------------------------- | ------------------------------------------------------------------ | ------------------------------------------------------------------ | ---------------------------------------------------------------- | ---------------------------------------------------------------- | --------------------------------------------------------------- | --------------------------------------------------------------- |
| Individuell dressyr detaljer    | Charlotte Dujardin Storbritannien                                  | Charlotte Dujardin Storbritannien                                  | Adelinde Cornelissen Nederländerna                               | Adelinde Cornelissen Nederländerna                               | Laura Bechtolsheimer Storbritannien                             | Laura Bechtolsheimer Storbritannien                             |
| Lagtävlingen i dressyr detaljer | Storbritannien Carl Hester Laura Bechtolsheimer Charlotte Dujardin | Storbritannien Carl Hester Laura Bechtolsheimer Charlotte Dujardin | Tyskland Dorothee Schneider Kristina Sprehe Helen Langehanenberg | Tyskland Dorothee Schneider Kristina Sprehe Helen Langehanenberg | Nederländerna Anky van Grunsven Edward Gal Adelinde Cornelissen | Nederländerna Anky van Grunsven Edward Gal Adelinde Cornelissen |

### Fälttävlan
| Gren                               | Guld                                                                           | Guld                                                                           | Silver                                                                              | Silver                                                                              | Brons                                                                                  | Brons                                                                                  |
| ---------------------------------- | ------------------------------------------------------------------------------ | ------------------------------------------------------------------------------ | ----------------------------------------------------------------------------------- | ----------------------------------------------------------------------------------- | -------------------------------------------------------------------------------------- | -------------------------------------------------------------------------------------- |
| Individuell fälttävlan detaljer    | Michael Jung Tyskland                                                          | Michael Jung Tyskland                                                          | Sara Algotsson Ostholt Sverige                                                      | Sara Algotsson Ostholt Sverige                                                      | Sandra Auffarth Tyskland                                                               | Sandra Auffarth Tyskland                                                               |
| Lagtävlingen i fälttävlan detaljer | Tyskland Peter Thomsen Dirk Schrade Ingrid Klimke Sandra Auffarth Michael Jung | Tyskland Peter Thomsen Dirk Schrade Ingrid Klimke Sandra Auffarth Michael Jung | Storbritannien Nicola Wilson Mary King Zara Phillips Kristina Cook William Fox-Pitt | Storbritannien Nicola Wilson Mary King Zara Phillips Kristina Cook William Fox-Pitt | Nya Zeeland Jonelle Richards Jonathan Paget Caroline Powell Andrew Nicholson Mark Todd | Nya Zeeland Jonelle Richards Jonathan Paget Caroline Powell Andrew Nicholson Mark Todd |

### Hoppning
| Gren                             | Guld                                                            | Guld                                                            | Silver                                                                          | Silver                                                                          | Brons                                                                              | Brons                                                                              |
| -------------------------------- | --------------------------------------------------------------- | --------------------------------------------------------------- | ------------------------------------------------------------------------------- | ------------------------------------------------------------------------------- | ---------------------------------------------------------------------------------- | ---------------------------------------------------------------------------------- |
| Individuell hoppning detaljer    | Steve Guerdat Schweiz                                           | Steve Guerdat Schweiz                                           | Gerco Schröder Nederländerna                                                    | Gerco Schröder Nederländerna                                                    | Cian O'Connor Irland                                                               | Cian O'Connor Irland                                                               |
| Lagtävlingen i hoppning detaljer | Storbritannien Scott Brash Peter Charles Ben Maher Nick Skelton | Storbritannien Scott Brash Peter Charles Ben Maher Nick Skelton | Nederländerna Marc Houtzager Gerco Schröder Maikel van der Vleuten Jur Vrieling | Nederländerna Marc Houtzager Gerco Schröder Maikel van der Vleuten Jur Vrieling | Saudiarabien Ramzy Al Duhami Abdullah Al Saud Kamal Bahamdan Abdullah Al Sharbatly | Saudiarabien Ramzy Al Duhami Abdullah Al Saud Kamal Bahamdan Abdullah Al Sharbatly |

Denna tabell: visa • redigera